# Janeiro
Janeiro é o primeiro mês do ano no calendário juliano e gregoriano. É composto por 31 dias. O nome provém do latim Ianuarius, décimo-primeiro mês do calendário de Numa Pompílio, o qual era uma homenagem a Jano, deus do começo na mitologia romana, que tinha duas faces, uma olhando para trás, o passado e outra olhando para a frente, o futuro. Júlio César estabeleceu que o ano deveria começar na primeira lua nova após o solstício de inverno, que no hemisfério norte era a 21 de dezembro, a partir do ano 709 romanos (45 a.C.). Nessa ocasião o início do ano ocorreu oito dias após o solstício. Posteriormente o início do ano foi alterado para onze dias após o solstício.  
A Igreja dedica o mês de Janeiro ao Santíssimo nome de Jesus e à paz mundial.  
É em média o mês mais quente na maior parte do hemisfério sul, onde é o segundo mês de verão, e o mês mais frio em grande parte do hemisfério norte, onde é o segundo mês de inverno. A primeira metade do ano começa em janeiro. No hemisfério sul, janeiro é o equivalente sazonal de julho no hemisfério norte e vice-versa.

## História

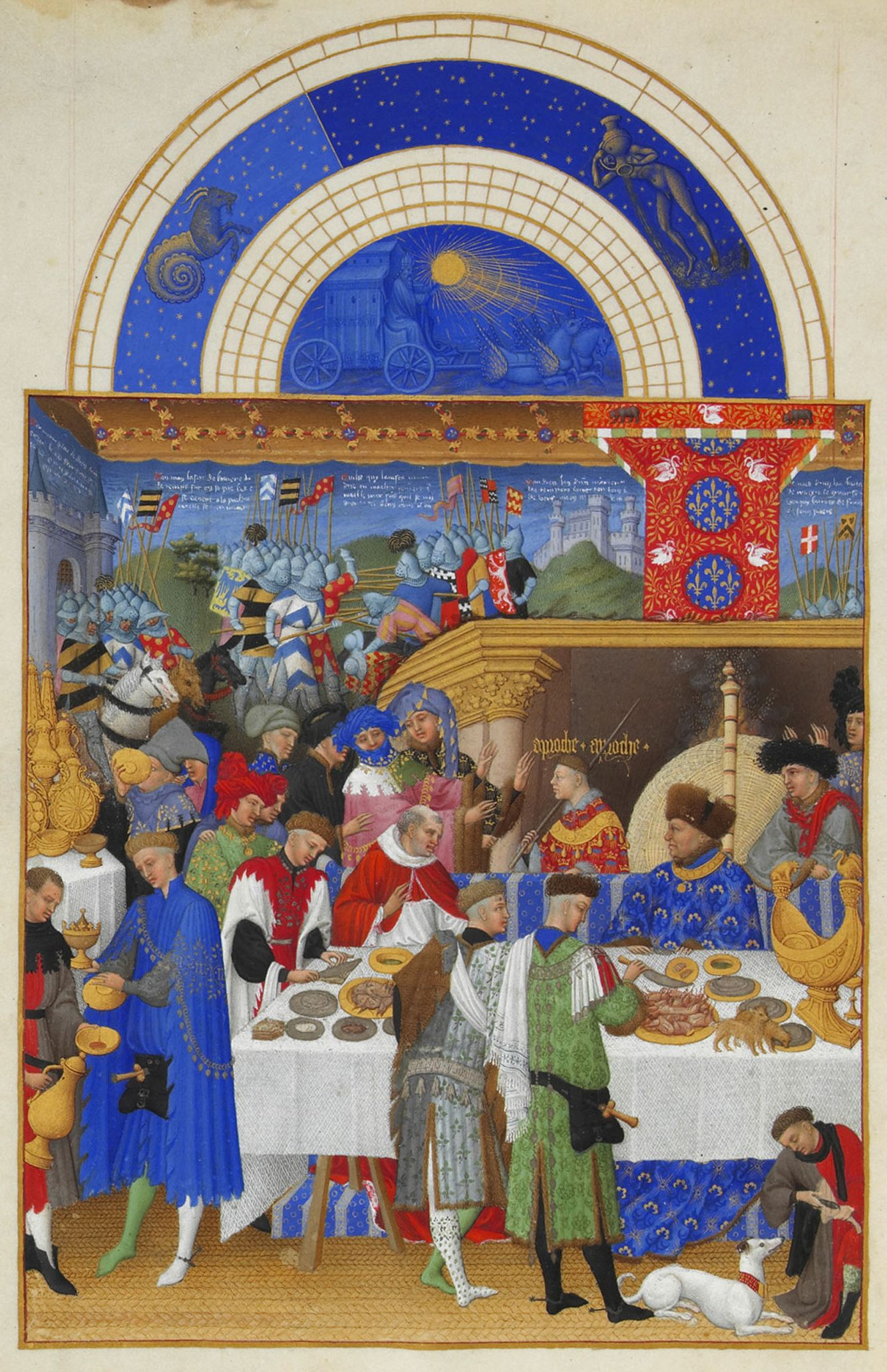
Janeiro, a partir do Très Riches Heures du Duc de Berry.

Janeiro (em latim, Ianuarius) é nomeado após Janus, o deus dos inícios e transições na mitologia romana.
Tradicionalmente, o calendário romano original consistia em 10 meses, totalizando 304 dias, sendo o inverno considerado um período sem mês. Por volta de 713 aC, o sucessor semi-mítico de Romulus, rei Numa Pompilius, deveria ter adicionado os meses de janeiro e fevereiro, de modo que o calendário cobria um ano lunar padrão (354 dias). Embora março tenha sido originalmente o primeiro mês do antigo calendário romano, janeiro se tornou o primeiro mês do ano civil, sob Numa ou sob os Decemvirs, por volta de 450 aC (os escritores romanos diferem). Por outro lado, cada ano civil específico foi identificado pelos nomes dos dois cônsules, que entraram no cargo em 1º de maio ou 15 de março até 153 aC, a partir de quando entraram no cargo em 1º de janeiro.
Várias datas de festas cristãs foram usadas para o Ano Novo na Europa durante a Idade Média, incluindo 25 de março (Festa da Anunciação) e 25 de dezembro. No entanto, os calendários medievais ainda eram exibidos na moda romana com doze colunas de janeiro a dezembro. A partir do século XVI, os países europeus voltaram oficialmente a tornar o dia 1 de janeiro como início do ano novo.
Os nomes históricos de janeiro incluem sua designação romana original, Ianuarius, o termo saxão Wulf-monath (que significa "mês do lobo") e a designação de Carlos Magno Wintarmanoth ("inverno/mês frio"). Em esloveno, é tradicionalmente chamado prosinec. O nome, associado ao pão com milho e ao ato de pedir algo, foi escrito pela primeira vez em 1466 no manuscrito Škofja Loka.

## Datas comemorativas
- 1 de janeiro - Dia de Ano Novo e Dia Internacional da Paz.
- 6 de janeiro - Dia de Reis no calendário cristão.

### Cristianismo
- Dia de Maria, Mãe de Deus (1 de janeiro)
- Dia de Reis (6 de janeiro)
- Dia de São Gonçalo (10 de janeiro)
- Dia de São Sebastião (20 de janeiro)
- Dia de Santa Inês (21 de janeiro)
- Dia de São Francisco de Sales (24 de janeiro)
- Dia da Conversão de São Paulo (25 de janeiro)
- Dia de São Timóteo e Tito (26 de janeiro)
- Dia de Santa Ângela de Mérici (27 de janeiro)
- Dia de São Tomás de Aquino (28 de janeiro)
- Dia de São Dom Bosco (31 de janeiro)

## Nascimentos

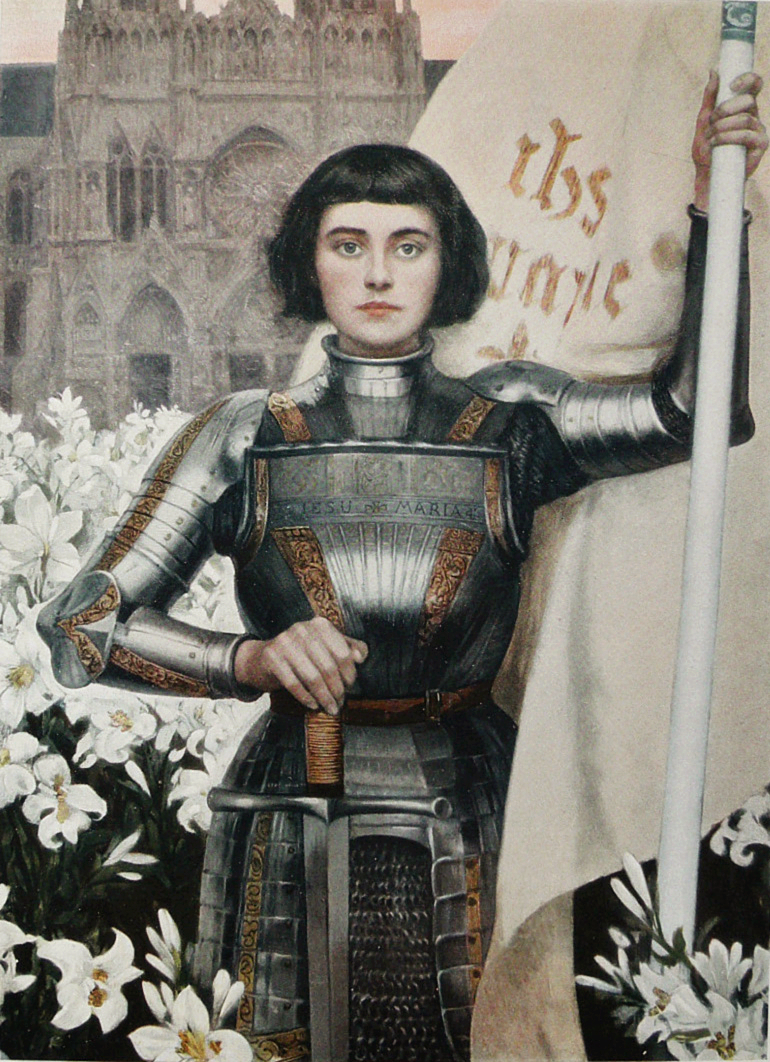
Joana d'Arc

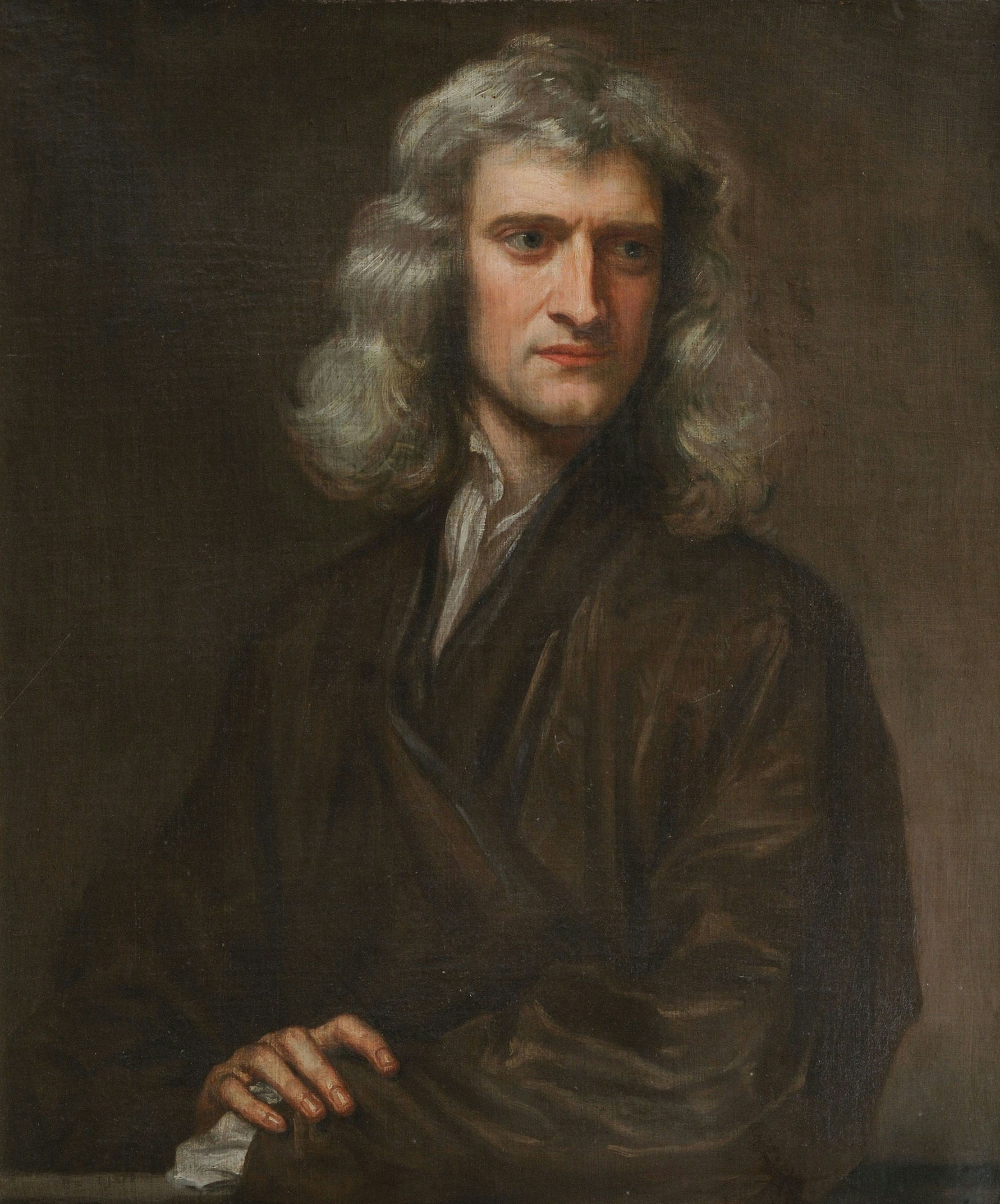
Isaac Newton

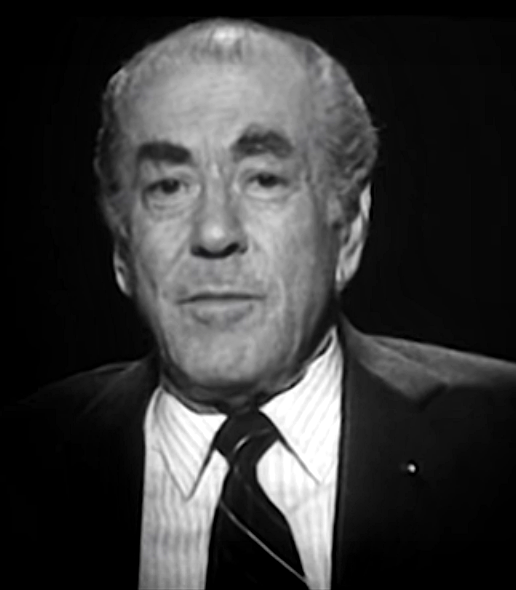
Leonel Brizola

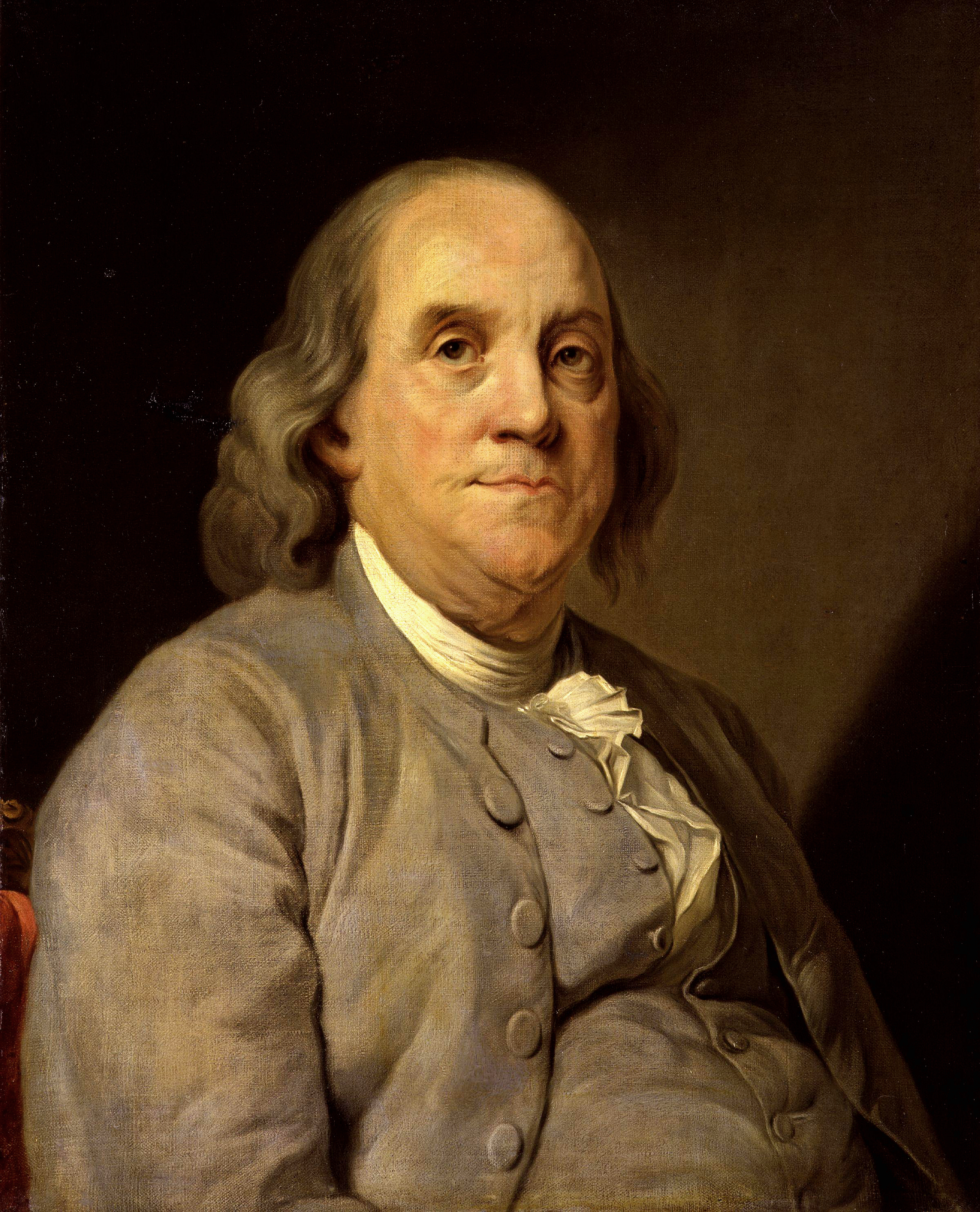
Benjamin Franklin

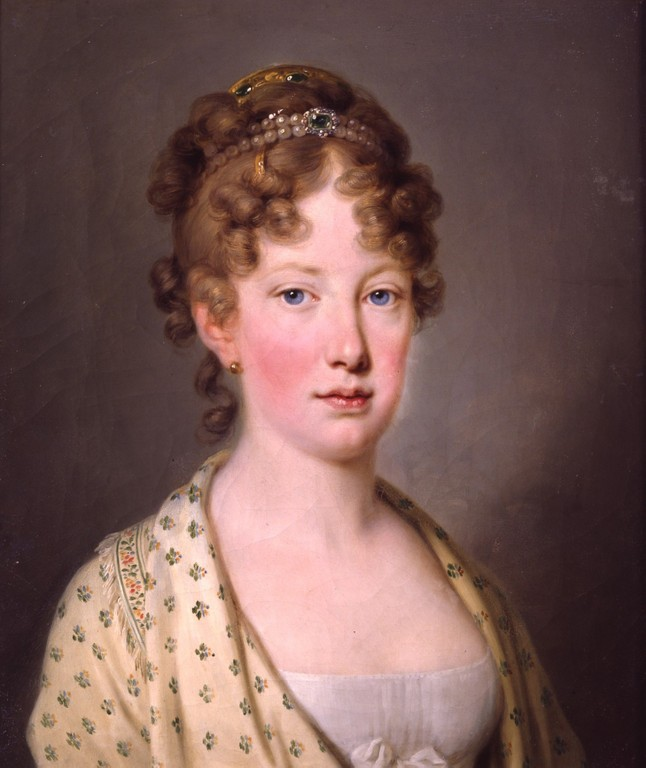
Maria Leopoldina da Áustria

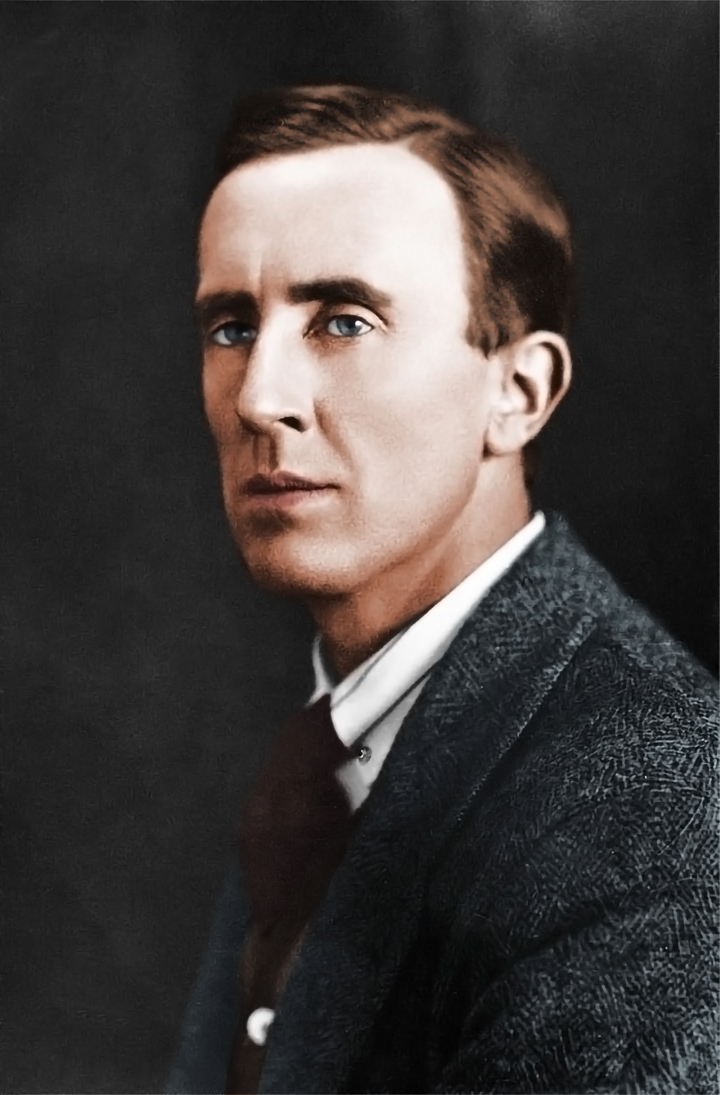
J. R. R. Tolkien

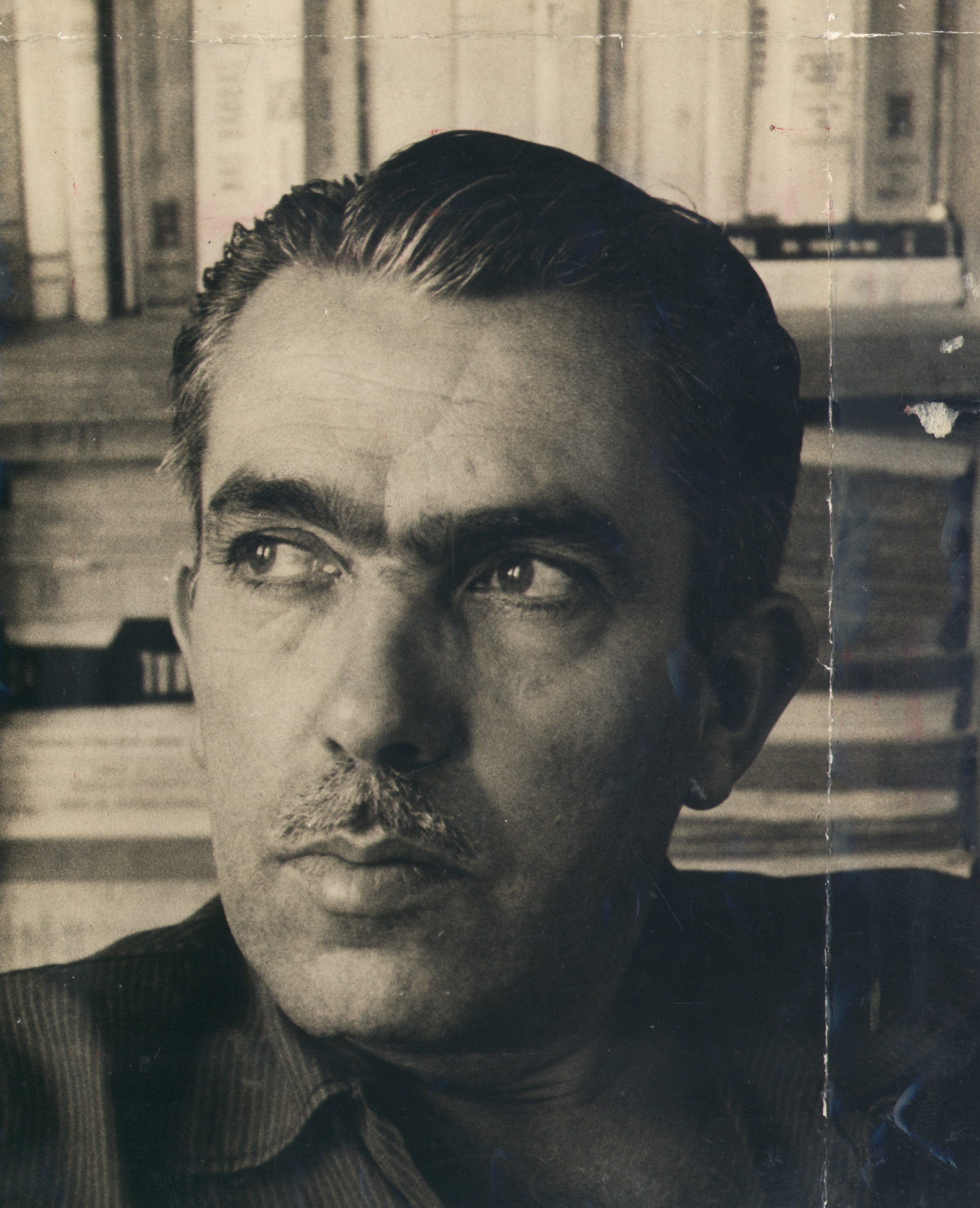
Rubem Braga

Jânio Quadros

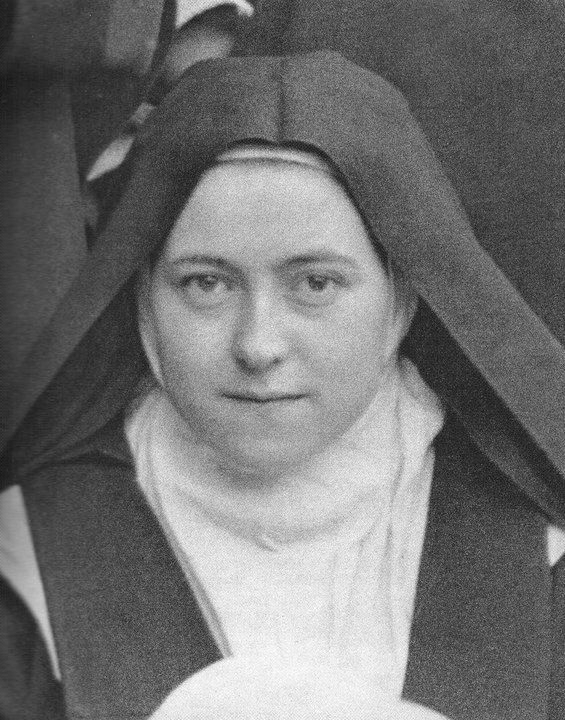
Teresa de Lisieux

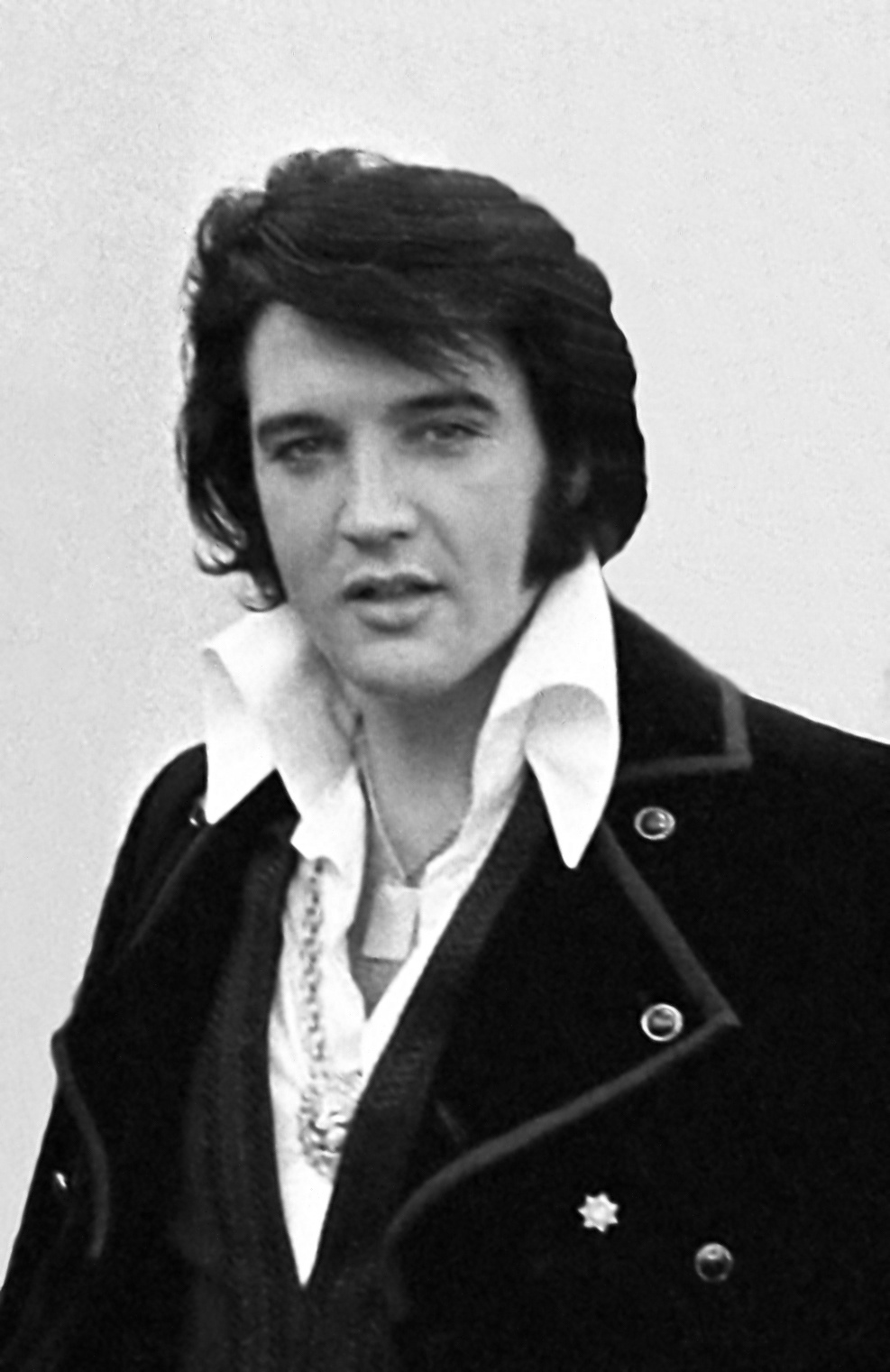
Elvis Presley

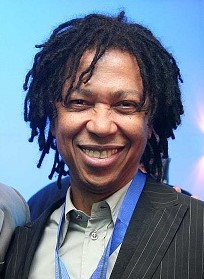
Djavan

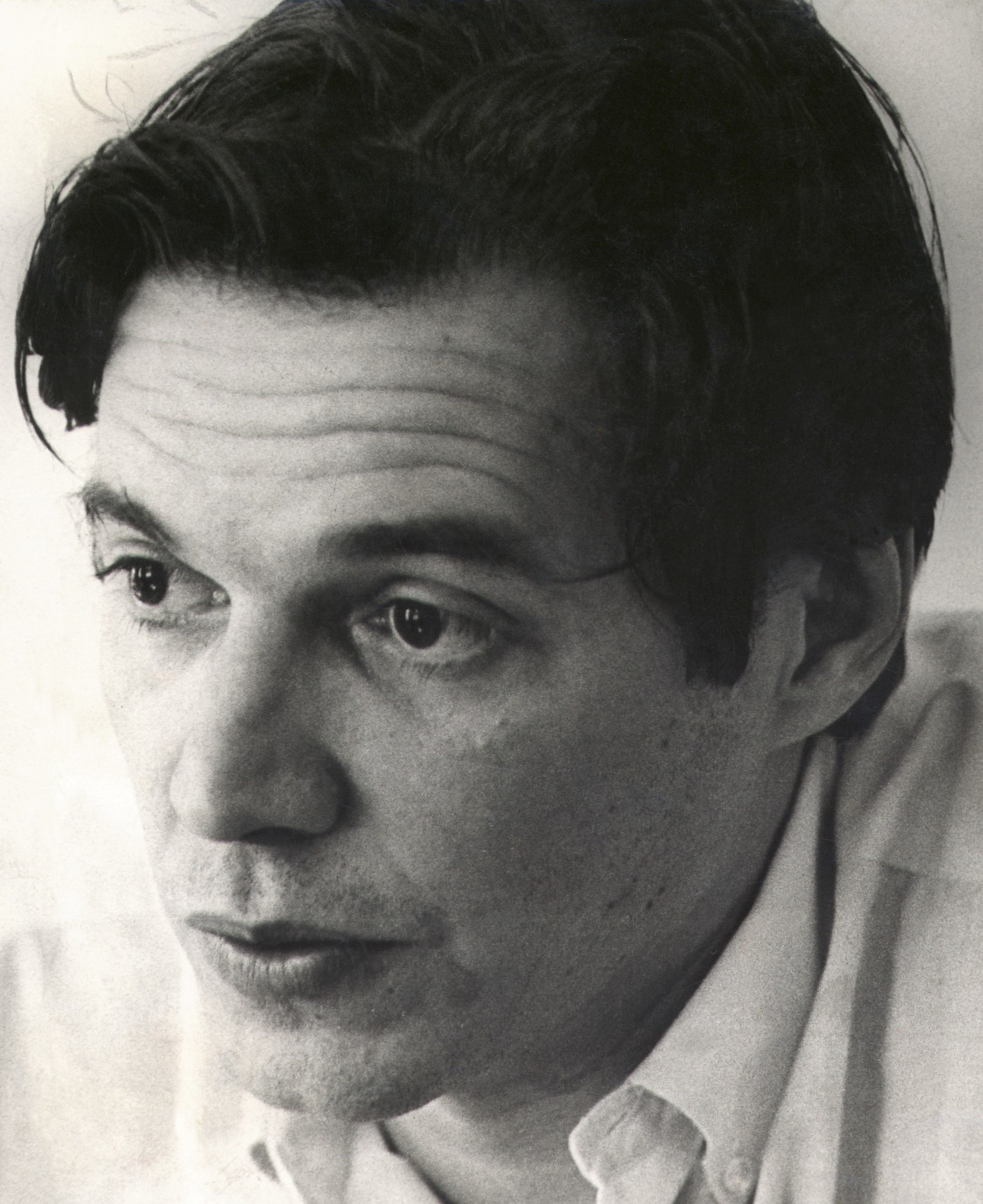
Tom Jobim

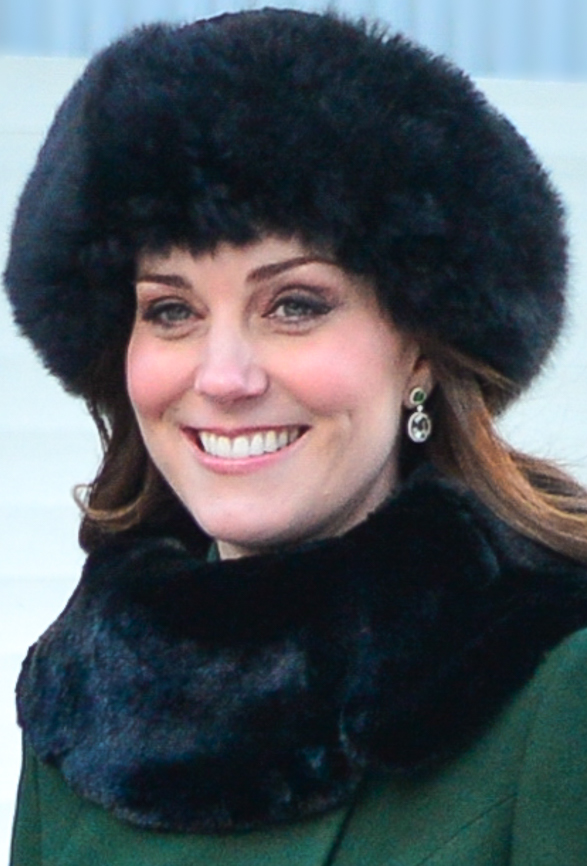
Catarina, Princesa de Gales

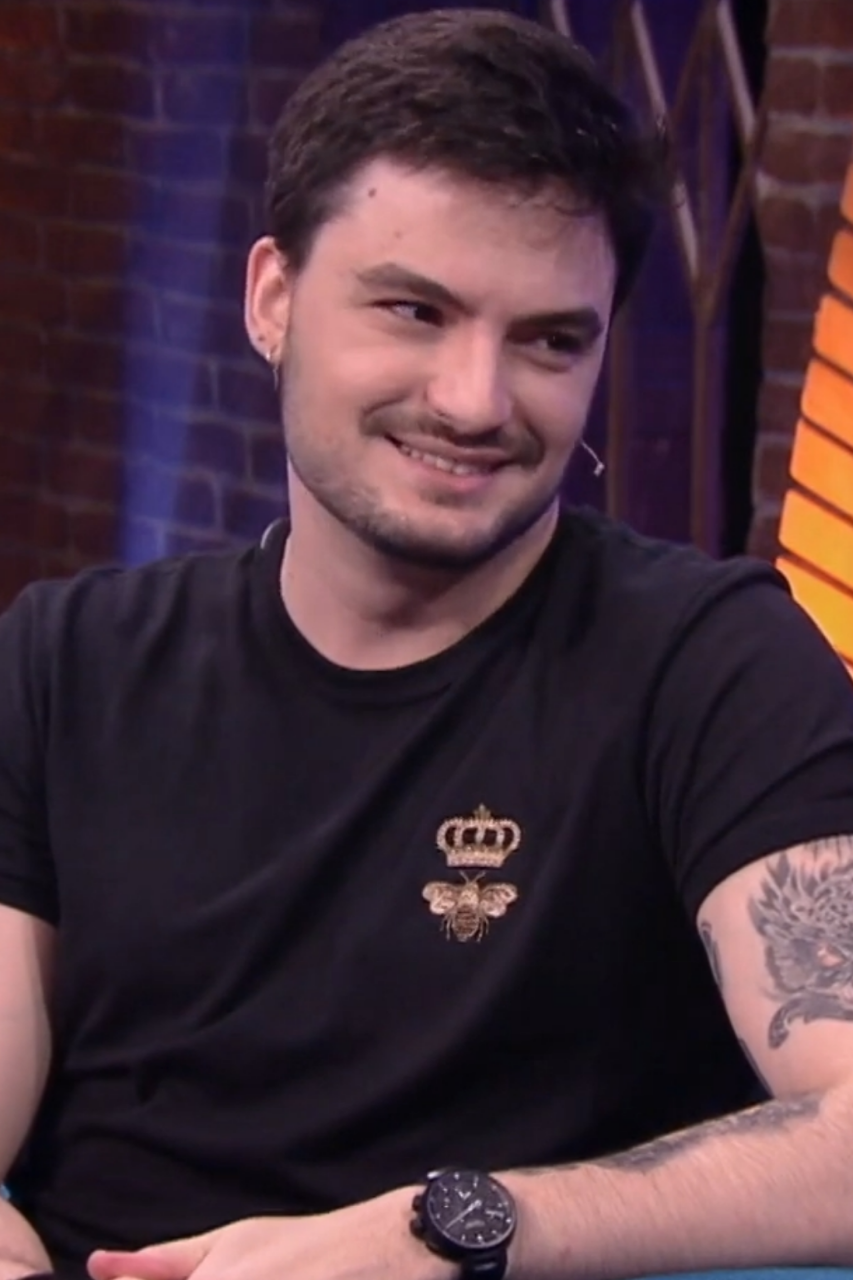
Felipe Neto

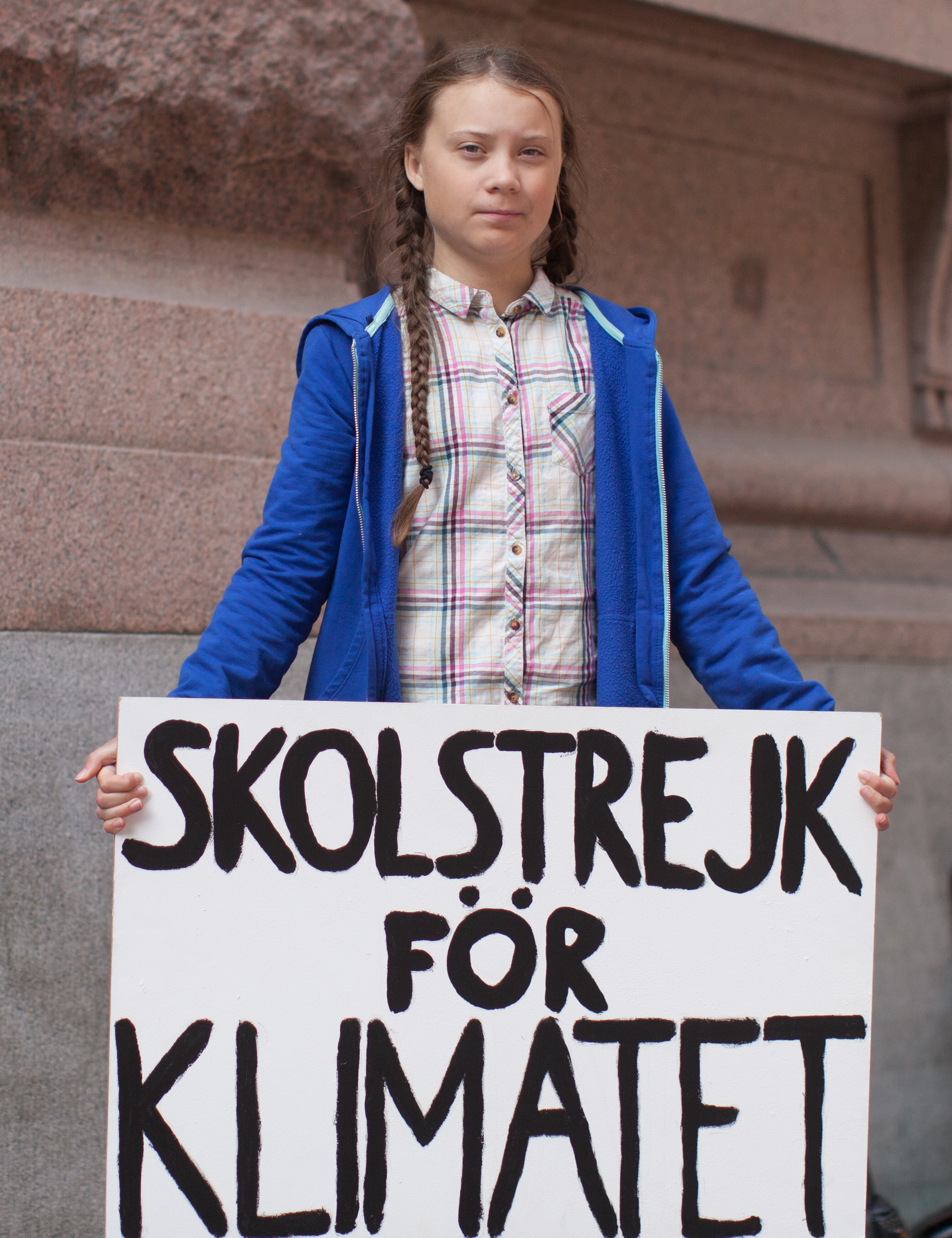
Greta Thunberg

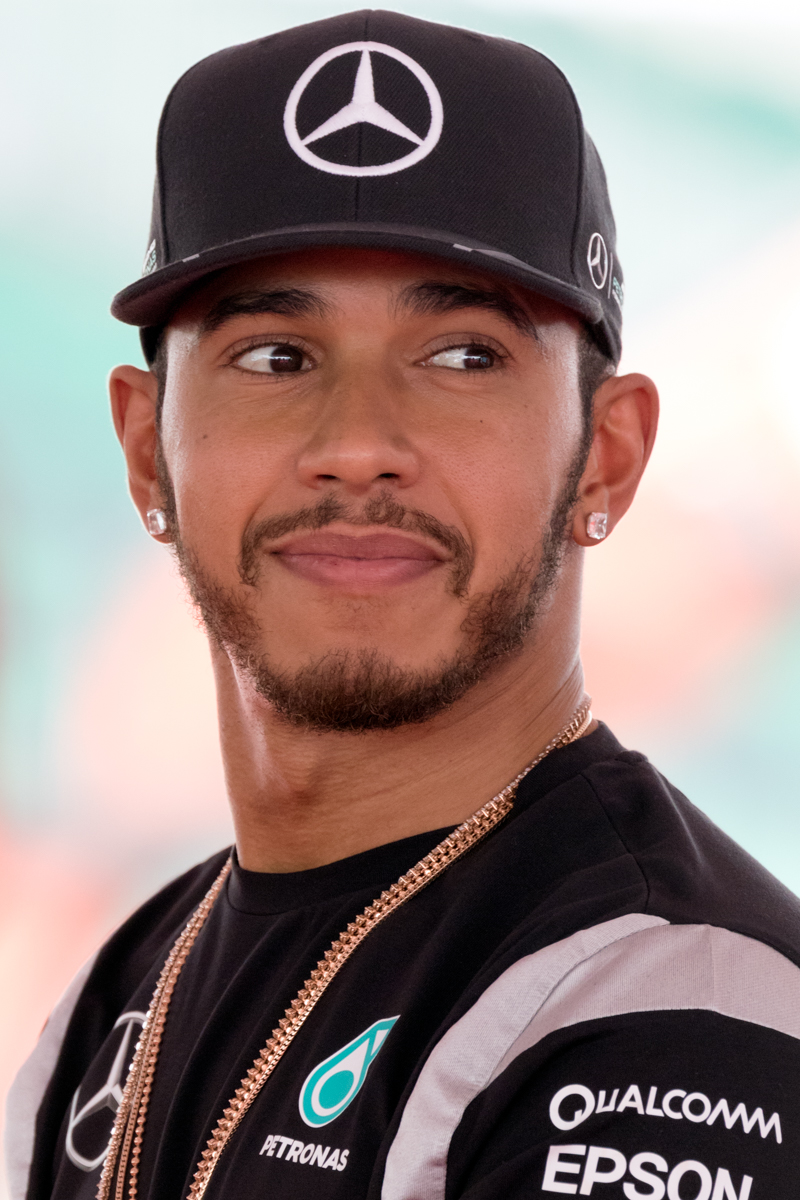
Lewis Hamilton

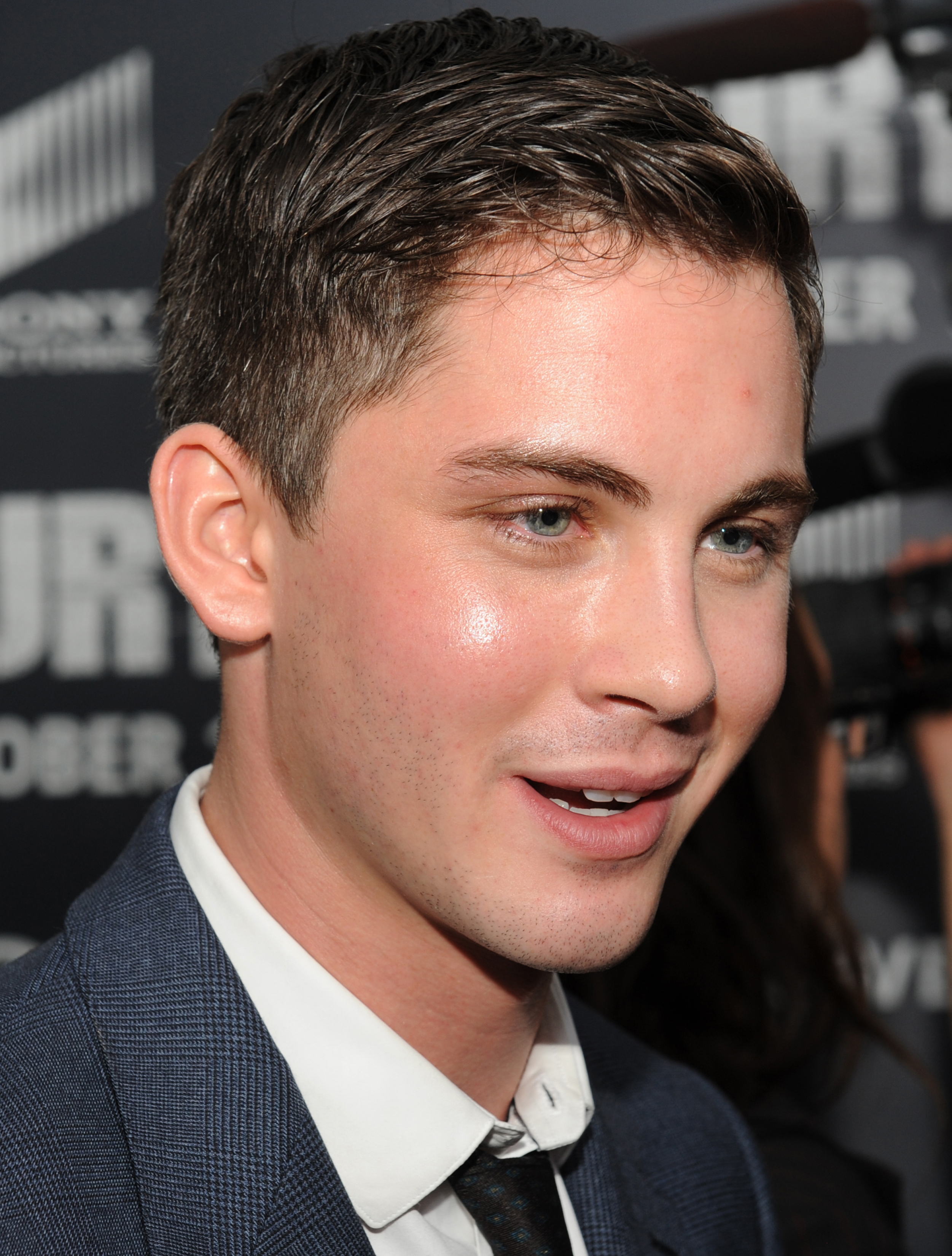
Logan Lerman

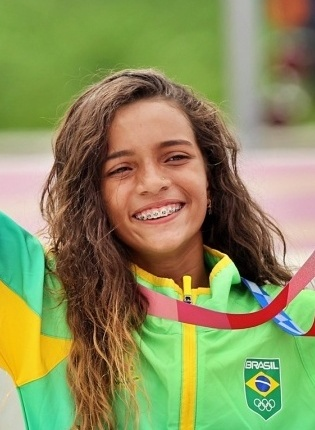
Rayssa Leal

- 1 de janeiro de 1449 — Lourenço de Médici, estadista italiano (m. 1492).
- 1 de janeiro de 1752 — Betsy Ross, costureira estadunidense (m. 1836).
- 1 de janeiro de 1863 — Pierre de Coubertin, pedagogo e historiador francês (m. 1937).
- 1 de janeiro de 1919 — Carole Landis, atriz e cantora norte-americana (m. 1948).
- 2 de janeiro de 1873 — Teresa de Lisieux, santa católica francesa (m. 1897).
- 2 de janeiro de 1950 — Débora Duarte, atriz e poetisa brasileira.
- 2 de janeiro de 1972 — Rita Guedes, atriz brasileira.
- 2 de janeiro de 1983 — Kate Bosworth, atriz estadunidense.
- 3 de janeiro de 1694 — Paulo da Cruz, santo católico italiano (m. 1775).
- 3 de janeiro de 1892 — J. R. R. Tolkien, escritor inglês (m. 1973).
- 3 de janeiro de 1956 — Mel Gibson, ator e cineasta estadunidense.
- 3 de janeiro de 1969 — Michael Schumacher, ex-automobilista alemão.
- 3 de janeiro de 2003 — Greta Thunberg, ativista ambiental sueca.
- 4 de janeiro de 1643 — Isaac Newton, físico britânico (m. 1727).
- 4 de janeiro de 1839 — Casimiro de Abreu, poeta brasileiro (m. 1860).
- 4 de janeiro de 1989 — Graham Rahal, automobilista norte-americano.
- 4 de janeiro de 1993 — Manu Gavassi, cantora e atriz brasileira.
- 4 de janeiro de 2005 — Dafne Keen, atriz espanhola.
- 4 de janeiro de 2008 — Rayssa Leal, skatista e medalhista olímpica brasileira.
- 5 de janeiro de 1801 — Manuel da Silva Passos, político português (m. 1862).
- 5 de janeiro de 1938 — Juan Carlos da Espanha.
- 5 de janeiro de 1995 — Whindersson Nunes, youtuber e comediante brasileiro.
- 6 de janeiro de 1256 — Gertrudes de Helfta, santa católica, mística e teóloga alemã (m. 1302).
- 6 de janeiro de 1412 — Joana d'Arc, heroína e santa francesa (m. 1431).
- 6 de janeiro de 1832 — Gustave Doré, pintor e ilustrador de livros francês (m. 1883).
- 6 de janeiro de 1913 — Loretta Young, atriz estadunidense (m. 2000).
- 6 de janeiro de 1992 — Rodrigo Simas, ator brasileiro.
- 7 de janeiro de 1796 — Carlota de Gales (m. 1817).
- 7 de janeiro de 1844 — Bernadette Soubirous, religiosa e santa francesa. (m. 1879)
- 7 de janeiro de 1933 — Nicette Bruno, atriz brasileira. (m. 2020)
- 7 de janeiro de 1985 — Lewis Hamilton, automobilista britânico.
- 8 de janeiro de 1601 — Baltasar Gracián, religioso espanhol (m. 1658).
- 8 de janeiro de 1935 — Elvis Presley, cantor e ator norte-americano (m. 1977).
- 8 de janeiro de 1937 — Shirley Bassey, cantora britânica.
- 8 de janeiro de 1983 — Kim Jong-un, político norte-coreano.
- 9 de janeiro de 1554 — Papa Gregório XV (m. 1623).
- 9 de janeiro de 1735 — John Jervis, almirante britânico (m. 1823).
- 9 de janeiro de 1902 — Josemaría Escrivá de Balaguer, sacerdote católico espanhol (m. 1975).
- 9 de janeiro de 1920 — João Cabral de Melo Neto, poeta e diplomata brasileiro (m. 1999).
- 9 de janeiro de 1982 — Catarina, Princesa de Gales.
- 9 de janeiro de 1995 — Nicola Peltz, atriz norte-americana.
- 10 de janeiro de 1859 — Francesc Ferrer, pedagogo e político espanhol (m. 1909).
- 10 de janeiro de 1887 — José Américo de Almeida, político e escritor brasileiro (m. 1980).
- 10 de janeiro de 1976 — Flávia Muniz, cantora, compositora e escritora brasileira.
- 10 de janeiro de 1990 — Mirko Bortolotti, automobilista italiano.
- 11 de janeiro de 1755 — Alexander Hamilton, militar e político norte-americano (m. 1804).
- 11 de janeiro de 1842 — William James, filósofo e psicólogo estadunidense (m. 1910).
- 11 de janeiro de 1864 — Augusto Severo de Albuquerque Maranhão, aviador brasileiro (m. 1902).
- 11 de janeiro de 1997 — Cody Simpson, cantor australiano.
- 12 de janeiro de 1591 — José de Ribera, pintor espanhol (m. 1652).
- 12 de janeiro de 1751 — Fernando I das Duas Sicílias (m. 1825).
- 12 de janeiro de 1876 — Jack London, escritor norte-americano (m. 1916).
- 12 de janeiro de 1913 — Rubem Braga, jornalista e escritor brasileiro (m. 1990).
- 12 de janeiro de 1944 — Carlos Villagrán, ator mexicano.
- 12 de janeiro de 1998 — Nathan Gamble, ator norte-americano.
- 13 de janeiro de 1400 — João, Condestável de Portugal (m. 1442).
- 13 de janeiro de 1777 — Elisa Bonaparte, princesa francesa (m. 1820).
- 13 de janeiro de 1990 — Liam Hemsworth, ator australiano.
- 14 de janeiro de 1767 — Maria Teresa da Áustria (m. 1827).
- 14 de janeiro de 1981 — André Ramiro, ator brasileiro.
- 14 de janeiro de 1990 — Grant Gustin, ator e cantor norte-americano.
- 15 de janeiro de 1432 — Afonso 5.º de Portugal (m. 1481).
- 15 de janeiro de 1824 — Marie Duplessis, cortesã francesa (m. 1847).
- 15 de janeiro de 1913 — Lloyd Bridges, ator estado-unidense (m. 1998).
- 15 de janeiro de 1956 — João Carlos Costa, treinador brasileiro de futebol.
- 15 de janeiro de 1996 — Dove Cameron, atriz e cantora norte-americana.
- 16 de janeiro de 1822 — Henrique, Duque de Aumale (m. 1897).
- 16 de janeiro de 1836 — Francisco II das Duas Sicílias (m. 1894).
- 16 de janeiro de 1974 — Kate Moss, modelo britânica.
- 17 de janeiro de 1504 — Papa Pio V (m. 1572).
- 17 de janeiro de 1706 — Benjamin Franklin, escritor, estadista e inventor norte-americano (m. 1790).
- 17 de janeiro de 1933 — Dalida, cantora francesa (m. 1987).
- 17 de janeiro de 1991 — Willa Fitzgerald, atriz norte-americana.
- 17 de janeiro de 1997 — Jake Paul, ator e youtuber americano.
- 18 de janeiro de 1669 — Maria Antónia da Áustria (m. 1692).
- 18 de janeiro de 1789 — Henri Giraud, militar francês (m. 1949).
- 18 de janeiro de 1892 — Oliver Hardy, ator norte-americano (m. 1957).
- 19 de janeiro de 1544 — Francisco II de França (m. 1560).
- 19 de janeiro de 1922 — Guy Madison, ator estadunidense (m. 1996).
- 19 de janeiro de 1992 — Logan Lerman, ator norte-americano.
- 19 de janeiro de 1992 — Agatha Moreira, atriz e modelo brasileira.
- 19 de janeiro de 1998 — Giovanna Grigio, atriz brasileira.
- 20 de janeiro de 1554 — Sebastião I de Portugal (m. 1578).
- 20 de janeiro de 1716 — Carlos III de Espanha (m. 1788).
- 20 de janeiro de 1900 — Colin Clive, ator britânico (m. 1937).
- 20 de janeiro de 1965 — Sofia, Duquesa de Edimburgo.
- 20 de janeiro de 1987 — Evan Peters, ator norte-americano.
- 21 de janeiro de 1829 — Óscar II da Suécia (m. 1907).
- 21 de janeiro de 1896 — Paula Hitler, secretária austríaca (m. 1960).
- 21 de janeiro de 1953 — Paul Allen, empresário e filantropo norte-americano (m. 2018).
- 21 de janeiro de 1981 — Michel Teló, cantor e compositor brasileiro.
- 21 de janeiro de 1986 — Gabriela Prioli, advogada criminalista, professora universitária e apresentadora brasileira.
- 21 de janeiro de 1988 — Felipe Neto, youtuber brasileiro.
- 21 de janeiro de 1991 — Casey McQuiston, jornalista e romancista norte-americana.
- 21 de janeiro de 1992 — Marcela Barrozo, atriz brasileira.
- 21 de janeiro de 1997 — Jeremy Shada, ator norte-americano.
- 21 de janeiro de 1997 — Giullia Buscacio, atriz brasileira.
- 21 de janeiro de 2006 — Belle Belinha, tiktoker brasileira.
- 22 de janeiro de 1561 — Francis Bacon, filósofo inglês (m. 1626).
- 22 de janeiro de 1788 — Lord Byron, poeta britânico (m. 1824).
- 22 de janeiro de 1797 — Maria Leopoldina da Áustria (m. 1826).
- 22 de janeiro de 1922 — Leonel Brizola, político brasileiro (m. 2004).
- 22 de janeiro de 1989 — Caio Castro, ator brasileiro.
- 23 de janeiro de 1585 — Mary Ward, freira católica britânica (m. 1645).
- 23 de janeiro de 1896 — Carlota de Luxemburgo (m. 1985).
- 23 de janeiro de 1957 — Caroline do Mônaco.
- 23 de janeiro de 1980 — Carlos Alberto da Silva, humorista brasileiro.
- 24 de janeiro de 76 — Adriano, imperador romano (m. 138).
- 24 de janeiro de 1712 — Frederico II da Prússia (m. 1786).
- 24 de janeiro de 1814 — Helena de Meclemburgo-Schwerin, duquesa de Orleães (m. 1858).
- 24 de janeiro de 1878 — João Pessoa, político brasileiro (m. 1930).
- 24 de janeiro de 1986 — Mischa Barton, atriz norte-americana.
- 24 de janeiro de 1986 — Cristiano Araújo, cantor brasileiro (m. 2015).
- 24 de janeiro de 2003 — Johnny Orlando, cantor e compositor canadense.
- 25 de janeiro de 1225 — Tomás de Aquino, religioso italiano (m. 1274)
- 25 de janeiro de 1477 — Ana, Duquesa da Bretanha e rainha consorte de França (m. 1514).
- 25 de janeiro de 1882 — Virginia Woolf, escritora britânica (m. 1941).
- 25 de janeiro de 1917 — Jânio Quadros, político e escritor brasileiro (m. 1992).
- 25 de janeiro de 1927 — Antônio Carlos Jobim, compositor brasileiro (m. 1994).
- 25 de janeiro de 1963 — Fernando Haddad, político brasileiro.
- 25 de janeiro de 1968 — Carolina Ferraz, atriz e apresentadora brasileira.
- 25 de janeiro de 1979 — Bianca Castanho, atriz brasileira.
- 26 de janeiro de 1763 — Carlos XIV João da Suécia (m. 1844).
- 26 de janeiro de 1878 — Afonso Lopes Vieira, poeta português (m. 1946).
- 26 de janeiro de 1880 — Douglas MacArthur general estadunidense (m. 1964).
- 26 de janeiro de 1925 — Paul Newman, ator norte-americano (m. 2008).
- 26 de janeiro de 1963 — José Mourinho, treinador de futebol português.
- 26 de janeiro de 1993 — Cameron Bright, ator canadense.
- 27 de janeiro de 1708 — Ana Petrovna da Rússia, grã-duquesa da Rússia (m. 1728).
- 27 de janeiro de 1756 — Wolfgang Amadeus Mozart, compositor erudito austríaco (m. 1791).
- 27 de janeiro de 1805 — Maria Ana da Baviera (m. 1877).
- 27 de janeiro de 1805 — Sofia da Baviera (m. 1872).
- 27 de janeiro de 1832 — Lewis Carroll, escritor britânico (m. 1898).
- 27 de janeiro de 1859 — Guilherme II da Alemanha (m. 1941).
- 27 de janeiro de 1938 — Raul Gil, apresentador de televisão e cantor brasileiro.
- 27 de janeiro de 1949 — Djavan, cantor e compositor brasileiro.
- 28 de janeiro de 1457 — Henrique VII de Inglaterra (m. 1509).
- 28 de janeiro de 1886 — José Linhares, político brasileiro (m. 1957).
- 28 de janeiro de 1958 — Maitê Proença, atriz brasileira.
- 28 de janeiro de 1979 — Samantha Schmütz, atriz e humorista brasileira.
- 28 de janeiro de 1980 — Nick Carter, cantor estadunidense.
- 28 de janeiro de 1983 — Sandy, cantora brasileira.
- 29 de janeiro de 1749 — Cristiano VII da Dinamarca (m. 1808).
- 29 de janeiro de 1843 — William McKinley, político norte-americano (m. 1901).
- 29 de janeiro de 1984 — Nuno Morais, futebolista português.
- 30 de janeiro de 1832 — Luísa Fernanda de Espanha, infanta da Espanha (m. 1897).
- 30 de janeiro de 1962 — Abdullah II da Jordânia.
- 30 de janeiro de 1988 — Léo, futebolista brasileiro.
- 31 de janeiro de 1673 — Luís Maria Grignion de Montfort, sacerdote francês e santo católico (m. 1716).
- 31 de janeiro de 1911 — Baba Vanga, vidente búlgara (m. 1996).
- 31 de janeiro de 1928 — Miltinho, cantor brasileiro (m. 2014).
- 31 de janeiro de 1938 — Beatriz dos Países Baixos.
- 31 de janeiro de 1976 — Malvino Salvador, ator brasileiro.
- 31 de janeiro de 1996 — Joel Courtney, ator norte-americano.

## Mortes
- 1 de janeiro de 1515 — Luís XII de França (n. 1462).
- 1 de janeiro de 1782 — Johann Christian Bach, compositor alemão (n. 1735).
- 1 de janeiro de 2007 — Del Reeves, cantor norte americano (n. 1932).
- 1 de janeiro de 2013 — Patti Page, cantora norte-americana (n. 1927).
- 2 de janeiro de 1554 — João Manuel, Príncipe de Portugal (n. 1537).
- 2 de janeiro de 1886 — Emílio Mallet, militar brasileiro (n. 1801).
- 2 de janeiro de 2013 — Ladislao Mazurkiewicz, futebolista uruguaio (n. 1945).
- 6 de janeiro de 1884 — Gregor Mendel, botânico austríaco (n. 1822).
- 6 de janeiro de 1958 — Josefina da Bélgica, princesa de Hohenzollern (n. 1872).
- 6 de janeiro de 2010 — Beniamino Placido, jornalista e escritor italiano (n. 1929).
- 14 de janeiro de 1984 — Ray Kroc, empresário norte americano
- 15 de janeiro de 2025 — David Lynch, ator, diretor e músico norte-americano. (n: 1946)
- 16 de janeiro de 1833 — Paula de Bragança, princesa do Brasil (n. 1823).
- 16 de janeiro de 2012 — Carminha Mascarenhas, cantora brasileira (n. 1930).
- 16 de janeiro de 2017 — Eugene Cernan, astronauta norte-americano (n. 1934).
- 20 de janeiro de 1983 — Garrincha, futebolista brasileiro (n. 1933).
- 20 de janeiro de 2022 — Elza Soares, cantora e compositora brasileira (n. 1930).
- 21 de janeiro de 1495 — Madalena da França, princesa de França e Viana (n. 1443).
- 21 de janeiro de 1793 — Luís XVI de França (n. 1754).
- 21 de janeiro de 1913 — Aluísio Azevedo, caricaturista, romancista e diplomata brasileiro (n. 1857).
- 21 de janeiro de 1924 — Lenin, revolucionário russo (n. 1870).
- 25 de janeiro de 389 — Gregório de Nazianzo, patriarca de Constantinopla (n. 329).
- 25 de janeiro de 1947 — Al Capone, gângster ítalo-americano (n. 1899).
- 25 de janeiro de 2004 — Miklós Fehér, futebolista húngaro (n. 1979).
- 26 de janeiro de 1583 — Catarina Paraguaçu, indígena tupinambá (n. 1495).
- 26 de janeiro de 1873 — Amélia de Leuchtenberg, imperatriz consorte do Brasil (n. 1812).
- 26 de janeiro de 1957 — José Linhares, político brasileiro e 15° Presidente do Brasil (n. 1886).
- 27 de janeiro de 1839 — Charles Paget, político britânico (n. 1778).
- 27 de janeiro de 1960 — Osvaldo Aranha, político e diplomata brasileiro (n. 1894).
- 27 de janeiro de 1990 — Adriana de Oliveira, modelo brasileira (n. 1969).
- 31 de janeiro de 1888 — Dom Bosco, religioso, educador e escritor italiano (n. 1815).
- 31 de janeiro de 1991 — Márcio de Sousa Melo, militar brasileiro (n. 1906).